# Ogura Kinnosuke
Ogura Kinnosuke (japanisch 小倉 金之助; * 14. März 1885 in Sakata (Präfektur Yamagata); † 21. Oktober 1962 in Tōkyō) war ein japanischer Mathematiker, Mathematikpädagoge und Mathematikhistoriker, der in den 1920er Jahren einflussreich in der Reform des mathematischen Unterrichts in Japan war.

## Leben
Ogura studierte an der Physikakademie Tokio (東京物理学校, Tōkyō butsuri gakkō, heute: Naturwissenschaftliche Universität Tokio), wo er 1905 seinen Abschluss machte und ab 1910 unterrichtete. 1911 bis 1917 war er Assistent an der neu gegründeten Universität Tōhoku, wo er 1916 promoviert wurde (Bahnen in einem konservativen Kraftfeld). 1917 bis 1937 war er Wissenschaftler am Shiomi-Institut für Physikalische und Chemische Forschung (gegründet von Nagaoka Hantarō, später Teil der Universität Osaka). 1919 bis 1922 war er zu einem Forschungsaufenthalt in Frankreich, wo er bei Jacques Hadamard und Paul Langevin am Collège de France studierte, Kontakt zu Mathematikern wie Émile Borel hatte und auf dem Internationalen Mathematikerkongress 1920 in Straßburg vortrug. Nach seiner Rückkehr war er überzeugt, dass die Mathematik in Japan auf breiterer Basis gelehrt werden müsste und nicht nur wie damals in Japan einer Elite vorbehalten sein sollte. Er hielt darüber Vorträge und veröffentlichte Bücher zu diesem Zweck (Grundlegende Probleme der Mathematikerziehung, 1924, japanisch). 1940 wurde er Direktor der heutigen Wissenschaftsuniversität Tokio. 1946 wurde er Präsident der Gesellschaft Demokratischer Wissenschaftler in Japan.
Nachdem er das Buch von Florian Cajori über Geschichte der Elementarmathematik ins Japanische übersetzt hatte, wandte er sich auch der Mathematikgeschichte zu. Unter dem Einfluss des marxistischen Philosophen Plechanow schrieb er 1929 und 1930 einflussreiche Artikel über die Mathematik in Klassengesellschaften in der Zeitschrift Shiso. Sehr einflussreich insbesondere bei chinesischen Mathematikern war auch sein Artikel über die Soziale Natur chinesischer Mathematik 1934, in der er die Wechselbeziehungen von Mathematik und Gesellschaft in der chinesischen Han-Dynastie anhand der klassischen chinesischen Abhandlung Neun Bücher über mathematische Technik (Jiu Zhang Suanshu) behandelt. Er korrespondierte mit Li Yan über chinesische Mathematikgeschichte. 1935 schrieb er einen Artikel gegen die in Deutschland von Ludwig Bieberbach propagierte rassistische Betrachtung der Mathematik. Er ließ sich aber trotz seiner liberalen Grundhaltung 1941 für die japanischen Kriegsanstrengungen einspannen (als Teil der Unterstützungsgesellschaft Taisei Yokusankai), was er selbst nach dem Krieg bedauerte.
Ein weiterer einflussreicher Aufsatz von Ogura handelt vom Vergleich der Mathematikgeschichte Japans und Chinas. In ihm hebt er hervor, dass Japan in der Meiji-Zeit völlig mit seiner mathematischen Tradition brach und die des Westens auch in der Notation übernahm und damit erfolgreich war, im Gegensatz zu dem sich abschottenden China.
1973 bis 1975 erschienen seine Gesammelten Werke in 8 Bänden.